# Masaya Suzuki
Masaya Suzuki (japanisch 鈴木 将也 Suzuki Masaya; * 9. Mai 1988 in Yokosuka) ist ein japanischer Fußballspieler.

## Karriere
Suzuki erlernte das Fußballspielen in der Schulmannschaft der Zuyo High School und der Universitätsmannschaft der Kanagawa-Universität. Seinen ersten Vertrag unterschrieb er 2011 bei Mito HollyHock. Der Verein spielte in der zweithöchsten Liga des Landes, der J2 League. Für den Verein absolvierte er sechs Ligaspiele. 2012 wechselte er zu SC Sagamihara. Am Ende der Saison 2013 stieg der Verein in die J3 League auf. 2015 wechselte er zu Azul Claro Numazu. Am Ende der Saison 2016 stieg der Verein in die dritte Liga auf. 2018 wechselte er zum Toho Titanium SC.